# Сан Салвадор
Сан Салвадор (шп. San Salvador — „Свети Спаситељ“) је главни град Салвадора. Према процени из 2007. у граду је живело 540.989 становника. То је политички, културни, образовни и финансијски центар земље. С површином од око 601 km² и 2,2 милиона становника у широј зони, Сан Салвадор је други по величини град у Средњој Америци. Град лежи у подножју истоименог вулкана и стога је често изложен земљотресима.
Сан Салвадор је важно финансијско средиште Централне Америке. У граду делује Concejo de Ministros de El Salvador (Савет министара Салвадора), La Asamblea Legislativa (Законодавна скупштина Салвадора), Corte Suprema de Justicia (Врховни суд) и друге владине институције. У њему је исто тако и службена резиденција председника Републике. Овај Град је такође дом католичке надбискупије, као и многих протестантских грана хришћанства, укључујући евангелизам, цркву светаца последњих дана, баптизам и пентекостализам. Сан Салвадор има другу највећу јеврејску заједницу у Централној Америци и малу муслиманску заједницу. Сан Салвадор се налази у салвадорској висоравни, окружен је вулканима и подложан земљотресима.
Сан Салвадор је био град домаћин разних регионалних и међународних спортских, политичких и друштвених догађаја. Он је био домаћин Централноамеричких и карибских игара 1935. и 2002. године, и Централноамеричких игара 1977. и 1994. године, као и избора за Мис Универза 1975. године. Сан Салвадор је такође био град домаћин 18. Ибероамеричког самита, одржаног 29. и 31. октобра 2008. године, најважнијег друштвено-политичког догађаја у шпанској и португалској сфери. Централноамерички интеграциони систем (SICA) има седиште у Сан Салвадору. Централноамеричка банка за економску интеграцију (BCIE) такође има седиште у Сан Салвадору.

## Географија

### Клима
| Клима Сан Салвадора (Међународни аеродром Илопанго) 1981-2010, екстреми 1957-садашњост                                 | Клима Сан Салвадора (Међународни аеродром Илопанго) 1981-2010, екстреми 1957-садашњост | Клима Сан Салвадора (Међународни аеродром Илопанго) 1981-2010, екстреми 1957-садашњост | Клима Сан Салвадора (Међународни аеродром Илопанго) 1981-2010, екстреми 1957-садашњост | Клима Сан Салвадора (Међународни аеродром Илопанго) 1981-2010, екстреми 1957-садашњост | Клима Сан Салвадора (Међународни аеродром Илопанго) 1981-2010, екстреми 1957-садашњост | Клима Сан Салвадора (Међународни аеродром Илопанго) 1981-2010, екстреми 1957-садашњост | Клима Сан Салвадора (Међународни аеродром Илопанго) 1981-2010, екстреми 1957-садашњост | Клима Сан Салвадора (Међународни аеродром Илопанго) 1981-2010, екстреми 1957-садашњост | Клима Сан Салвадора (Међународни аеродром Илопанго) 1981-2010, екстреми 1957-садашњост | Клима Сан Салвадора (Међународни аеродром Илопанго) 1981-2010, екстреми 1957-садашњост | Клима Сан Салвадора (Међународни аеродром Илопанго) 1981-2010, екстреми 1957-садашњост | Клима Сан Салвадора (Међународни аеродром Илопанго) 1981-2010, екстреми 1957-садашњост | Клима Сан Салвадора (Међународни аеродром Илопанго) 1981-2010, екстреми 1957-садашњост |
| Показатељ \ Месец | .Јан.                                                                                  | .Феб.                                                                                  | .Мар.                                                                                  | .Апр.                                                                                  | .Мај.                                                                                  | .Јун.                                                                                  | .Јул.                                                                                  | .Авг.                                                                                  | .Сеп.                                                                                  | .Окт.                                                                                  | .Нов.                                                                                  | .Дец.                                                                                  | .Год.                                                                                  |
| --- | -------------------------------------------------------------------------------------- | -------------------------------------------------------------------------------------- | -------------------------------------------------------------------------------------- | -------------------------------------------------------------------------------------- | -------------------------------------------------------------------------------------- | -------------------------------------------------------------------------------------- | -------------------------------------------------------------------------------------- | -------------------------------------------------------------------------------------- | -------------------------------------------------------------------------------------- | -------------------------------------------------------------------------------------- | -------------------------------------------------------------------------------------- | -------------------------------------------------------------------------------------- | -------------------------------------------------------------------------------------- |
| Апсолутни максимум, °C (°F)                                                                                            | 36,0 (96,8)                                                                            | 36,1 (97)                                                                              | 37,2 (99)                                                                              | 38,4 (101,1)                                                                           | 36,7 (98,1)                                                                            | 34,6 (94,3)                                                                            | 34,5 (94,1)                                                                            | 35,1 (95,2)                                                                            | 33,3 (91,9)                                                                            | 35,6 (96,1)                                                                            | 35,3 (95,5)                                                                            | 35,7 (96,3)                                                                            | 38,4 (101,1)                                                                           |
| Максимум, °C (°F) | 30,8 (87,4)                                                                            | 32,0 (89,6)                                                                            | 32,7 (90,9)                                                                            | 32,7 (90,9)                                                                            | 31,1 (88)                                                                              | 30,1 (86,2)                                                                            | 30,3 (86,5)                                                                            | 30,5 (86,9)                                                                            | 29,5 (85,1)                                                                            | 29,5 (85,1)                                                                            | 29,9 (85,8)                                                                            | 30,2 (86,4)                                                                            | 30,8 (87,4)                                                                            |
| Просек, °C (°F) | 22,8 (73)                                                                              | 23,6 (74,5)                                                                            | 24,2 (75,6)                                                                            | 25,0 (77)                                                                              | 24,6 (76,3)                                                                            | 23,9 (75)                                                                              | 23,9 (75)                                                                              | 23,9 (75)                                                                              | 23,3 (73,9)                                                                            | 23,3 (73,9)                                                                            | 23,0 (73,4)                                                                            | 22,8 (73)                                                                              | 23,7 (74,7)                                                                            |
| Минимум, °C (°F) | 16,9 (62,4)                                                                            | 17,6 (63,7)                                                                            | 18,4 (65,1)                                                                            | 19,8 (67,6)                                                                            | 20,4 (68,7)                                                                            | 20,0 (68)                                                                              | 19,5 (67,1)                                                                            | 19,7 (67,5)                                                                            | 19,6 (67,3)                                                                            | 19,3 (66,7)                                                                            | 18,4 (65,1)                                                                            | 17,5 (63,5)                                                                            | 18,9 (66)                                                                              |
| Апсолутни минимум, °C (°F)                                                                                             | 11,9 (53,4)                                                                            | 12,0 (53,6)                                                                            | 13,0 (55,4)                                                                            | 12,0 (53,6)                                                                            | 12,0 (53,6)                                                                            | 15,5 (59,9)                                                                            | 13,5 (56,3)                                                                            | 12,2 (54)                                                                              | 15,0 (59)                                                                              | 12,5 (54,5)                                                                            | 11,1 (52)                                                                              | 12,0 (53,6)                                                                            | 11,1 (52)                                                                              |
| Количина кише, mm (in)                                                                                                 | 1 (0,04)                                                                               | 2 (0,08)                                                                               | 10 (0,39)                                                                              | 36 (1,42)                                                                              | 176 (6,93)                                                                             | 279 (10,98)                                                                            | 355 (13,98)                                                                            | 319 (12,56)                                                                            | 338 (13,31)                                                                            | 208 (8,19)                                                                             | 53 (2,09)                                                                              | 9 (0,35)                                                                               | 1,786 (70,32)                                                                          |
| Дани са кишом (≥ 0.1 mm)                                                                                               | 1                                                                                      | 1                                                                                      | 1                                                                                      | 5                                                                                      | 13                                                                                     | 20                                                                                     | 20                                                                                     | 20                                                                                     | 20                                                                                     | 16                                                                                     | 4                                                                                      | 2                                                                                      | 123                                                                                    |
| Релативна влажност, %                                                                                                  | 67                                                                                     | 66                                                                                     | 67                                                                                     | 72                                                                                     | 80                                                                                     | 83                                                                                     | 82                                                                                     | 83                                                                                     | 86                                                                                     | 83                                                                                     | 76                                                                                     | 72                                                                                     | 77                                                                                     |
| Сунчани сати — месечни просек                                                                                          | 301                                                                                    | 277                                                                                    | 294                                                                                    | 243                                                                                    | 220                                                                                    | 174                                                                                    | 239                                                                                    | 257                                                                                    | 180                                                                                    | 211                                                                                    | 267                                                                                    | 294                                                                                    | 2.957                                                                                  |
| Извор #1: Ministerio de Medio Ambiente y Recursos Naturales                                                            |                                                                                        |                                                                                        |                                                                                        |                                                                                        |                                                                                        |                                                                                        |                                                                                        |                                                                                        |                                                                                        |                                                                                        |                                                                                        |                                                                                        |                                                                                        |
| Извор #2: Danish Meteorological Institute (precipitation days and sun 1931–1960), Meteo Climat (record highs and lows) |                                                                                        |                                                                                        |                                                                                        |                                                                                        |                                                                                        |                                                                                        |                                                                                        |                                                                                        |                                                                                        |                                                                                        |                                                                                        |                                                                                        |                                                                                        |

## Историја
Сан Салвадор је 1528. основао шпански конкистадор Гонзало де Алвардо. Године 1824, град је постао главни град новоосноване Централноамеричке конфедерације. Конфедерација је распуштена 1839. и Салвадор је од тада независна држава. Сан Салвадор је 1841. постао њен глави град.

## Становништво
| Година       |
| Становништво |
| ------------ |

## Партнерски градови
- Тајпеј
- Каракас
- Монтреал
- Мексико Сити
- Гвадалахара[10]
- Мадрид
- Санто Доминго